# Giovanni Montemauri
Giovanni Montemauri (Roma, 24 ottobre 2000) è un rugbista a 15 italiano, mediano d'apertura delle Zebre.

## Biografia
Montemauri si è formato fin dall'età di 6 anni nel vivaio della Primavera, club della Capitale con cui ha debuttato in serie A.
Dopo un passaggio di un anno all'accademia giovanile dello Stade français a Parigi è tornato a Roma nella S.S. Lazio in cui è rimasto due stagioni fino alla retrocessione del club nel 2022, per poi venire ingaggiato dal Rovigo.
Alla prima stagione nel club veneto ha vinto il titolo di campione d'Italia imponendosi anche come miglior giocatore del TOP10 2022-23 nonché miglior marcatore della stagione regolare con 207 punti e generale con 233 compresi i play-off.
Al termine della stagione di campionato 2022-23 è giunta la notizia del suo passaggio alla franchigia delle Zebre in United Rugby Championship.

## Palmarès
- Campionati italiani: 1
Rovigo: 2022-23